# 木津川口の戦い (1614年)
木津川口の戦い（きづがわぐちのたたかい）は、徳川家康による豊臣家に対する一連の権力闘争の結果引き起こされた大坂の陣のうち、1614年（慶長19年）末の大坂冬の陣の初戦として位置付けられる。
11月9日の未明、家康の命を受けた蜂須賀至鎮、浅野長晟、池田忠雄らの兵が木津川口の砦を攻め、また幕府船奉行および徳川義直､池田利隆らの軍船が、伝法川口の新家に奇襲をかけたものである。木津川口の砦の正確な位置はわからないが、現在の道頓堀川口辺とみられる。豊臣方も明石全登に兵800を預けて守備をさせていた。
東軍は、砦から上がる炊煙が少ないのを見て、敵が手薄になっていることを察知し、急襲を決めたとされる。折しも守将の明石は軍議のために大坂城へ赴いており留守であった。蜂須賀、浅野、池田らの兵3千余が、水陸の二手に分かれて進み、木津川から迫った40艘の軍船が大坂方の番所に襲いかかると同時に、陸路から近づいた軍勢も一斉に攻撃をしかけ、砦は東軍方の手に落ちたのであった。
また伝法川口には、幕府船奉行向井忠勝の支配する大船、安宅船、早船等50余艘が、往来する船舶の検問にあたっていたが、新家に敵船があるのを見つけたため、徳川義直、池田利隆らの兵船とともに、敵船を追いこの地も占領した。
大坂方は木津川口の砦と、新家の輸送基地を失ったことにより、大坂城と大坂湾を結ぶ水上補給路が遮断されたのである。